# Смирнов, Сергей Алексеевич (1950)
Сергей Алексеевич Смирнов — советский и российский государственный деятель, член-корреспондент РАЕН, почётный работник промышленности вооружений, почётный машиностроитель, Председатель Совета директоров ПАО Кировский завод «Маяк».Почётный гражданин Кирова (2015).

## Биография
Родился 8 мая 1950 года в Кирове.

### Образование
- Кировский сельскохозяйственный институт, менеджер — управляющий финансами (1975)
- Всесоюзный заочный финансово-экономический институт, экономист (1976)

### Трудовая деятельность
Трудовую деятельность начал в 1967 учеником слесаря механосборочных работ на заводе счётных машин (в наст, время ПАО «Кировский завод „Маяк“»).
- 1967—1970 — ученик слесаря, завод счётных машин, Киров;
- 1970—1972 — служба в Советской армии, Саратов;
- 1972—1988 — инженер, старший инженер, заместитель начальника отдела, начальник отдела МТС, завод ПАО «Кировский завод „Маяк“», Киров;
- 1988—1990 — заместитель генерального директора по коммерческим вопросам, Кировский завод «Маяк», Киров;
- 1990—1997 — заместитель генерального директора по коммерческим вопросам, ОАО Кировский завод «Маяк», Киров;
- 1997—2017 — генеральный директор ОАО Кировский завод «Маяк», Киров;
- 2006—2011 — депутат Законодательного Собрания Кировской области[2];
- С июня 2017 года — председатель Совета директоров ПАО Кировский завод «Маяк».

Являлся депутатом Законодательного Собрания Кировской области. Член президиума Вятской торгово-промышленной палаты, президиума Совета хозяйственных руководителей Кировской области, совета Кировского регионального отделения Союза машиностроителей России, окружного совета по вопросам эффективного функционирования и развития предприятий оборонно-промышленного комплекса Приволжского федерального округа, общественного совета при УФНС России по Кировской области, заместитель председателя общественного совета при УМВД России по Кировской области, председатель попечительского совета Кировской региональной общественной организации «Международная полицейская ассоциация», почётный президент Федерации бокса Кировской области.
Член-корреспондент РАЕН.

## Семья
Женат. Имеет сына

## Награды, звания
- 1991 — Орден Почёта (Россия) (2005)
- Юбилейная медаль «60 лет Победы в Великой Отечественной войне 1941—1945 гг.»
- Медаль ордена «За заслуги перед Отечеством» II степени (2009)
- 1978 — Знак «Победитель социалистического соревнования 1978 года»
- 1979 — Знак «Победитель социалистического соревнования 1979 года»
- 1991 — Знак «Ударник 12 пятилетки»
- 1999 — Благодарность Администрации Кировской области
- 2001 — Почётная грамота Правительства Кировской области
- 2002 — Почётная грамота Российского агентства по обычным вооружениям
- 2002 — Звание «Почётный работник промышленности вооружений»
- Медаль «200 лет МВД России» (2002)
- 2002 — Звание "Почётный ветеран труда ОАО "Кировский завод «Маяк»
- 2003 — Знак «За заслуги в развитии физ. культуры и спорта»
- 2003 — Грамота Управления по делам ГО и ЧС Ленинского района Кирова
- 2003 — Почётный знак «За особые заслуги перед городом»
- 2003 — Директор года «Вятская торгово-промышленная палата»[3]
- 2004 — Знак МЧС России «За заслуги»
- 2004 — Благодарность Регионального избирательного штаба В. В. Путина по выборам кандидата на должность Президента РФ
- 2005 — Медаль ФНПР «100 лет Профсоюзам России»
- 2005 — Почётная грамота Правительства Кировской области
- 2005 — Директор года «Вятская торгово-промышленная палата»
- 2006 — Звание «Почетный машиностроитель»
- 2006 — Почётная грамота Законодательного Собрания Кировской области
- 2006 — Благодарность Правительства Кировской области
- 2006 — Благодарность Администрации Кирова
- 2006 — Благодарность «Федерации профсоюзных организаций Кировской области»
- 2006 — Благодарность Управления Федеральной службы по контролю за оборотом наркотиков по Кировской области
- 2007 — Знак «Подготовка управленческих кадров для организаций народного хозяйства»
- 2008 — Диплом Торгово-промышленной палаты РФ
- 2008 — Директор года «Вятская торгово-промышленная палата»
- 2009 — Почётная грамота Кировской городской Думы
- 2009 — Памятный знак «Управление ракетно-артиллерийского вооружения ВМФ»
- 2010 — Нагрудный знак «Медаль имени конструктора стрелкового оружия М. Т. Калашникова» Министерства промышленности и торговли
- 2010 — Почётный знак «За заслуги перед Кировской областью»[4]
- 2011 — Почётная грамота Кировской городской Думы[5]
- 2015 — Звание «Почётный гражданин города Кирова» присвоено в[6]
- диплом лауреата Зала Трудовой славы Союза машиностроителей России[7]
- иные федеральные, региональные и местные награды